# پایان گناه (فیلم)
پایان گناه (به هندی: Paap Ka Ant) فیلمی محصول سال ۱۹۸۹ و به کارگردانی ویجی ردی است. در این فیلم بازیگرانی همچون گوویندا، مادهوری دیکشیت، انوپم کهیر، آسرانی، رانجیت، راجش خانا، هما مالینی ایفای نقش کرده‌اند.